# N. F. Simpson
Norman Frederick „N. F.“ Simpson (* 29. Januar 1919 in London; † 27. August 2011 in Cornwall) war ein britischer Dramatiker. Er gilt mit seinen humorvollen, vor Wortspielen strotzenden Werken als führender Vertreter des britischen Absurden Theaters.

## Leben und Werk
N. F. Simpson besuchte die Emanuel School in London und die University of London. Im Zweiten Weltkrieg diente er im Intelligence Corps, dem Spionagekorps der britischen Streitkräfte. Bis 1962 arbeitete er als Englischlehrer in der Erwachsenenbildung.
Sein bekanntestes Werk ist das Schauspiel One Way Pendulum (deutsch Die Welt der Groomkirbys) von 1959, das 1964 von Peter Yates mit den Schauspielern Eric Sykes und George Cole verfilmt wurde. Die Handlung dreht sich um eine Familie Groomkirby und ihre absurden Hobbys, darunter den Familienvater, der in seinem Wohnzimmer den Strafgerichtshof Old Bailey nachbaut und darüber dem Wahnsinn verfällt.
1970 hatte er eine kleine Gastrolle in Aram Avakians Filmdrama Der Weg in den Abgrund als Dr. Schott. Danach wurde es ruhiger um Simpson, dem kein Bühnenerfolg mehr gelang.

## Einordnung
Schon früh wurde die Ähnlichkeit von Simpsons Werk mit dem Werk Eugène Ionescos festgestellt, die vor allem auf einer Affinität zum Absurden beruhen sollte.
Der Literaturwissenschaftler Stephan Rupp kommt 2003 allerdings zu dem Schluss, dass Simpsons Werk im Gegensatz zu dem Ionescos kaum vom Absurden geprägt sei und er lediglich eine vergleichbare dramatische Technik verwende. Zahlreiche Ähnlichkeiten von A Resounding Tinkle und One Way Pendulum mit älteren Werken Eugène Ionescos kommen für ihn Plagiaten gleich. Diesen Eindruck habe Simpson durch verschleiernde Äußerungen in Interviews noch verstärkt. In juristischem Sinne möchte Rupp jedoch nicht von Plagiaten sprechen.

## Werke
- A Resounding Tinkle, Schauspiel (Uraufführung: Royal Court Theatre, London, 1957)
- The Hole, Schauspiel (Uraufführung: Royal Court Theatre, London, 1958)
- One to Another, Sketche (zusammen mit John Mortimer und Harold Pinter; Uraufführung: Apollo Theatre, London, 1959)
- One Way Pendulum, Schauspiel (Uraufführung: Royal Court Theatre, London, 22. Dezember 1959; deutschsprachige Erstaufführung als Die Welt der Groomkirbys: Städtische Bühnen, Frankfurt am Main, 21. Juni 1961)
- Can You Hear Me?, Sketch, 1960
- Sketches From One To Another, Revue (zusammen mit John Mortimer und Harold Pinter), 1960
- You, Me and the Gatepost, Sketch (Uraufführung: Nottingham, 1960)
- The Form, Drama (Uraufführung: Arts Theatre, London, 18. Januar 1961; deutschsprachige Erstaufführung als Das Formular: Die Arche, Wien, 18. März 1965)
- On the Avenue, Sketch (Uraufführung: Arts Theatre, London, 1961)
- One Blast and Have Done, Sketch, 1964
- One Over the Fight, Sketch (Uraufführung: Criterion Theatre, London 1964)
- The Cresta Run, Schauspiel (Uraufführung: Royal Court Theatre, London, 1965)
- Some Tall Tinkles, Sketche, 1968, enthält die Sketche We're Due In Eastbourne In Ten Minutes (Fernsehfassung: 1967, Uraufführung: London 1971), The Best I Can Do By Way Of Gate-Leg Table, Is A Hundredweight Of Coal und At Least It's A Precaution Against Fire
- Playback 625 (zusammen mit Leopoldo Maler; Uraufführung: London, 1970)
- How Are Your Handles? (Uraufführung: Ambiance Theatre Club, London, 1970), enthält die Sketche Gladly Otherwise, Oh und The Other Side Of London
- Was He Anyone? (Uraufführung: Royal Court Theatre, London, 1972)
- Anyone's Gums Can Listen to Reason, Kurzschauspiel, 1977
- In Reasonable Shape, Kurzschauspiel (Uraufführung: London, 1977)
- If So, Then Yes, Schauspiel (Uraufführung: 2010)

### Übersetzungen
- Eduardo De Filippo: Inner Voices (Original: Le voci di dentro; Uraufführung: Lytlelton Theatre, National Theatre, London, 1983)
- Eduardo De Filippo: Napoli Milionaria, 1991